# 弗斯霍瓦

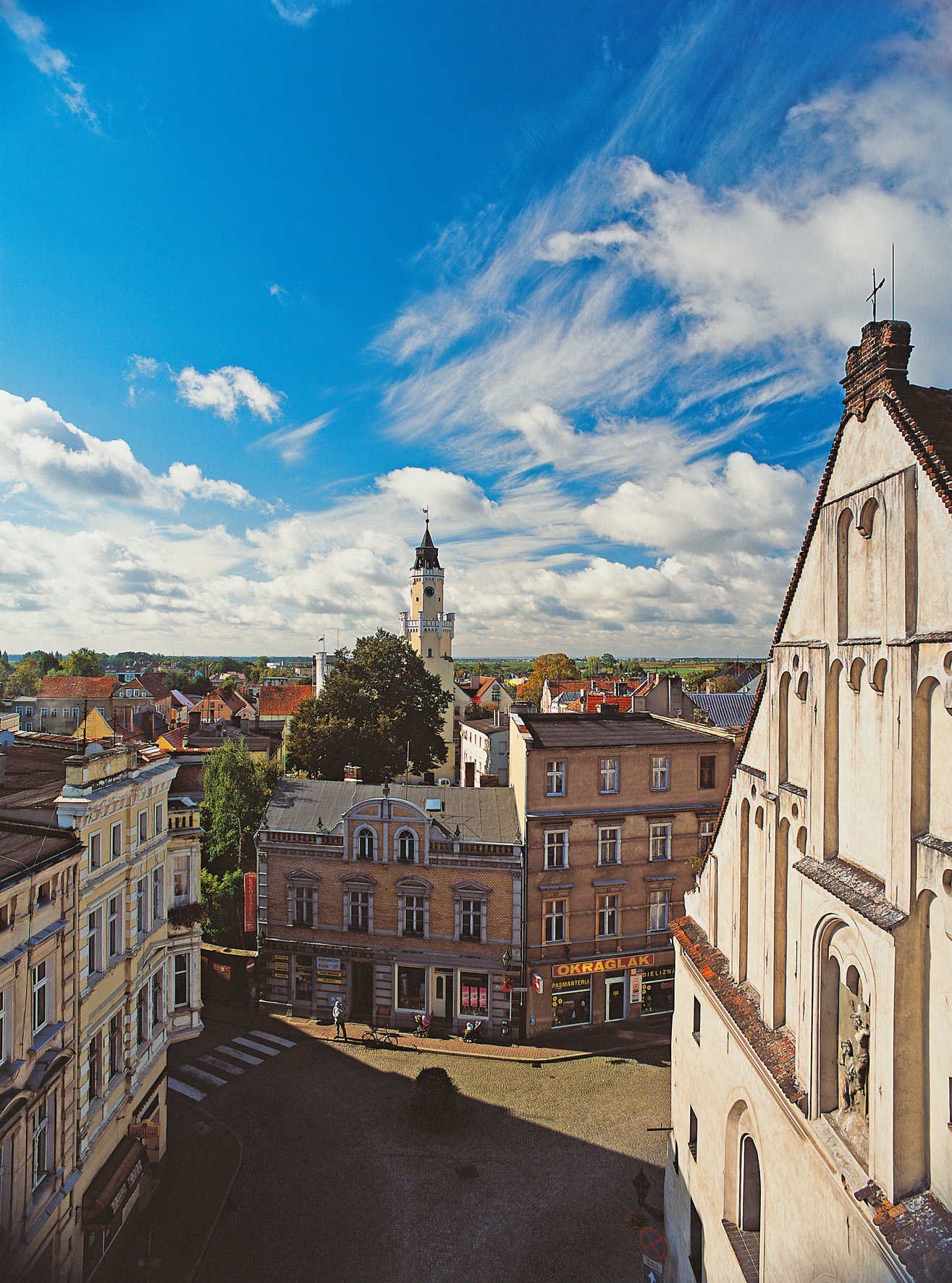

弗斯霍瓦是波蘭的城鎮，位於該國西部，由盧布斯卡省負責管轄，面積8.38平方公里，2006年人口14,573。在第二次瓜分波蘭中，該鎮在1793年被納入普魯士王國管治範圍。

## 外部連結
- Fraustadt on Germania map of 1600[永久]
- Official town website
- Jewish Community in Wschowa （页面存档备份，存于） on Virtual Shtetl
- Map via mapa.szukacz.pl （页面存档备份，存于）

51°48′N 16°19′E / 51.800°N 16.317°E